# Vagina dentata
Een vagina dentata (Latijn voor vagina met tanden of getande vagina) is een mythologische voorstelling van een met tanden uitgeruste vrouwelijke geslachtsopening die wordt aangetroffen in de overlevering van een aantal oude culturen. De vagina dentata jaagt angst aan en wordt vaak in verband gebracht met het door Sigmund Freud bedachte begrip castratiecomplex. De term vagina dentata is in de werken van Freud echter niet aangetroffen. Een vagina dentata is een veelgebruikt motief in films  (bijvoorbeeld horror), beeldende kunst (bijvoorbeeld surrealisme), literatuur en de popcultuur. De voorstelling is symbolisch; een vagina met tanden komt in werkelijkheid niet voor. Als folkloristisch motief is de vagina dentata opgenomen in de Aarne-Thompson-index onder de code F547.1.1.

## Mythe en folklore
De angst van de man voor de verleidelijke en gevaarlijke vrouw die hem eerst lokt en vervolgens opeet, castreert of ten verderve voert, komt in veel culturen voor. Het vrouwelijk geslachtsorgaan als bron van gevaar is daarbij soms, maar niet altijd, een motief. Het motief kent varianten, zoals een vagina met tanden, schorpioenen of mieren. De voorstelling van een vrouwelijk geslachtsorgaan dat lijkt op of kan veranderen in een mond met tanden komt onder andere voor in de mythen van bepaalde Noord- en Zuid-Amerikaanse indiaanse culturen (bijvoorbeeld de Yanomamö, Nahuatl en Pueblo) en in sommige verhalen uit de Indiase mythologie.
De voorstelling van een mond met tanden als toegangspoort van de hel wordt soms in verband gebracht met het vagina dentata-motief.

## Freud en het feminisme
De vagina dentata wordt vaak in één adem genoemd met het castratiecomplex omdat de duiding van deze mythologische voorstelling en van dit freudiaanse complex op hetzelfde neerkomt: de man is bang voor de vrouwelijke seksualiteit (of voor vrouwelijkheid in het algemeen) omdat die zowel aanlokt als destructief is. Deze angst neemt soms ook de vorm aan dat de man als minnaar door de vrouw tijdens of na de geslachtsgemeenschap zal worden opgegeten of gecastreerd. Hoewel Freud de mannelijke angst voor het vrouwelijke geslachtsorgaan ter sprake heeft gebracht, heeft hij nooit geschreven over de vagina dentata en hij heeft het begrip dus ook niet gemunt.
Feministen beschouwen deze voorstelling soms als seksistisch of – omgekeerd – als een beeld om vrouwelijke machtsaanspraken te funderen.

## Relatie gezondheid en biologie
Op ten minste drie manieren is de mythe van de vagina dentata in verband gebracht of te brengen met biologie en gezondheid. 
1. Heel af en toe groeien vaginale wratachtige structuren zodanig uit dat die enigszins aan tanden doen denken.
2. Een zekere terughoudendheid bij seksueel verkeer met “onreine” vrouwen zou heilzaam zijn voor de gezondheid.
3. Er is de associatie met afschrikwekkend gedrag van sommige diersoorten, onder meer, vervaarlijk getande organismen of geleedpotigen. Deze laatste groep wekt in westerse cultuurverhalen angst en afkeer en omvat enkele soorten waarbij de vrouwtjes hun mannelijk partner na of zelfs tijdens de paring verorberen. De bidsprinkhaan en de zwarte weduwe zijn de bekendste voorbeelden.